# Talk Radio (pel·lícula)
Talk Radio és una pel·lícula de thriller dramàtic estatunidenca dle 1988 dirigida per Oliver Stone i protagonitzada per Eric Bogosian, Alec Baldwin, Ellen Greene i Leslie Hope. La pel·lícula es va basar en l'obra de teatre homònima de Bogosian i Tad Savinar. Parts de la pel·lícula i l'obra es van basar en l'assassinat del presentador de ràdio de Denver Alan Berg el 1984 i en el llibre Talked to Death: The Life and Murder of Alan Berg de Stephen Singular. La pel·lícula es va presentar al 39è Festival Internacional de Cinema de Berlín, on va guanyar l'Ós de Plata.

## Argument
Barry Champlain, una personalitat de ràdio jueu a Dallas, Texas, és un presentador amb un sentit de l'humor mordaç i una habilitat per ser condescendent amb el seu públic amb les seves controvertides opinions polítiques.
El programa de ràdio de Champlain està a punt d'arribar a tot el país. Un antic venedor de vestits amb el nom real de Barry Golden, va assolir el seu ascens a la fama a través de comentaris al programa de ràdio Jeff Fisher utilitzant diferents pseudònims, i finalment utilitzant Champlain. En Barry comença a robar l'espectacle amb el seu sentit de l'humor àcid i l'enginy agut, que agreuja Fisher. Posteriorment, a Barry se li ofereix el seu propi programa, que puja a la part superior de les classificacions de ràdio Arbitron. Barry rep trucades de persones que l'aprecien pel que fa i com ho fa, així com de persones que sembla que l'odien. Atacant a tothom, des dels gais fins als addictes a les drogues, passant per rucs i afroamericans, té un nombre substancial de trucades hostils, des de persones que s'ofenen per la seva actitud cap a la dreta radical fins a grups d'odi que criden per assetjar-lo i intimidar-lo. Rep un correu de fans amenaçador quan una persona que truca fa una amenaça de bomba. El seu ascens a la fama va acompanyat no només de l'atenció d'elements d’extrema dreta radical, sinó també amb l'alienació de la seva dona.
Mentre el seu programa està passant per una darrera audició per entrar a la sindicació nacional, Barry resta cada cop més aïllat i demana a la seva exdona Ellen que vingui a visitar-lo, dient que la necessita. aportació i que ella és l'única persona en la qual confia. Intenten tornar a la seva relació. Utilitzant un nom fals i trucant des de l'estudi de ràdio, Ellen parla amb Barry a l'aire, l'únic lloc on sembla relacionar-se amb la gent obertament, en un intent d'arribar-hi, per fer-lo tornar de la  depressió sembla que pateix. Ella li demana que torni, però en Barry es nega, atacant-la amargament mentre el personal de producció de ràdio, tots amics d'Ellen, la miren amb horror; Ellen marxa. Barry confessa les seves veritables intencions, admet que li importa més el benefici personal que els mals socials als quals aborda i es nega a disculpar-se per la seva hipocresia. Crida que el poble estatunidenc l'espanta pel que ha passat amb els seus amics, familiars i companys de feina. Renya als seus interlocutors que no tenen res que valgui la pena dir i que toleren el seu abús i tornen per més. Els crida perquè marxin, aparentment inconscient del fet aparent que atrau els seus oients i la major part de la ira que rep. Al final, s'adona que els ha fet el llit i està tan enganxat amb ells com ells amb ell. Malgrat la crisi de Barry, els seus companys de feina li diuen que ara és el segment més ben valorat de la història del programa, i el seu cap afegeix que el programa serà nacional.
Mentre Barry camina cap al seu cotxe, un aparent fan li demana un autògraf. Mentre en Barry el signa, el "fan" treu una pistola i li dispara diverses vegades, matant-lo. Quan la pel·lícula acaba, les persones que truquen al programa de Barry, els seus companys de feina i Ellen parlen d'ell a l'aire. Diuen que Barry era un home amb talent, intel·ligent i divertit, però res d'això importava; s'odiava a si mateix i finalment es va complir el seu desig de mort.

## Repartiment
- Eric Bogosian - Barry
- Alec Baldwin - Dan
- Ellen Greene - Ellen
- Leslie Hope - Laura
- John C. McGinley - Stu
- John Pankow - Dietz
- Michael Wincott - Kent
- Zach Grenier - Sid Greenberg
- Anna Levine – Dona al partit de bàsquet
- Robert Trebor - Jeffrey Fisher
- Linda Atkinson - Sheila Fleming
- Allan Corduner - Vince

A més, una gran quantitat d'actors ofereix les veus d'un o més "que truca a l'aire" escoltats durant la pel·lícula, inclòs Rockets Redglare, que apareix breument al final de la pel·lícula com la persona que assassina Barry. Wincott, Levine, Trebor i Corduner, cadascun acreditat anteriorment per als personatges de la pantalla, també van proporcionar veus per a les persones que van trucar.

## Producció
Eric Bogosian va escriure el guió amb l'ajuda del director Oliver Stone. El guió es va basar gairebé íntegrament en l'obra original de Bogosian nominada al Premi Pulitzer amb alguna informació biogràfica sobre Alan Berg, un presentador de tertúlies a Denver que va ser assassinat el 1984 per supremacistes blancs. En la seva recerca per a la versió cinematogràfica, Bogosian va veure sovint la producció a l'aire del programa de tertúlies de Tom Leykis, originari aleshores de l'estació de Los Angeles KFI. El personatge de ficció de Bogosian comparteix molts patrons de parla i manierismes amb Leykis.
El rodatge va tenir lloc principalment a Dallas i Irving (Texas). A diferència de la pel·lícula, l'obra original té lloc íntegrament durant l'emissió a l'aire, i no hi ha escenes fora de l'emissora de ràdio.

## Recepció
Talk Radio va rebre ressenyes majoritàriament positives de la crítica
A Rotten Tomatoes, la pel·lícula té una puntuació d'aprovació del 82% basada en 50 crítiques, amb una valoració mitjana de 7/10. El consens es resumeix: "L'apassionant unió d'un director i una estrella en el cim dels seus respectius poders, Talk Radio ofereix a l'espectador un personatge singularment desagradable i t'atreveix a mirar cap a un altre costat".